# Pinwheel (serial)
Pinwheel este un serial de televiziune pentru copii și primul care a fost difuzat pe Nickelodeon. A avut premiera pe 1 decembrie 1977, pe canalul C-3 al sistemului local de cablu QUBE din Columbus, Ohio. Canalul C-3 a făcut trecerea la televiziunea națională în aprilie 1979, când a fost rebranșat ca Nickelodeon. Pinwheel a continuat să se difuzeze pe canal până în 1990.